# Barry Likumahuwa
Barry Likumahuwa, właśc. Elseos Jeberani Emanuel Likumahuwa (ur. 14 czerwca 1983 w Dżakarcie) – indonezyjski basista jazzowy.
Zdolności muzyczne wykazywał od dzieciństwa. W wieku ośmiu lat zainteresował się grą na trąbce, a kilka lat później zaczął grać na gitarze basowej. W 2008 r. ukazał się jego autorski album solowy pt. Good Spell. Współpracował z takimi artystami jak Glenn Fredly, Andien czy Agnez Mo. W 2011 r., w ramach formacji Barry Likumahuwa Project (BLP), wydał album pt. Generasi Synergy. Wydawnictwo to znalazło się na pozycji 9. w zestawieniu 20 najlepszych albumów roku 2011, ogłoszonym przez lokalne wydanie magazynu „Rolling Stone”. W 2014 r. wydał z tą samą grupą album pt. Innerlight.
Jego ojcem był muzyk Benny Likumahuwa.